# Уснождрелни тубус
Уснождрелни тубус, орофарингелни ервеј, Сафаријев тубус медицинско је средство намењено за одржавање проходности дисајних путева пацијента унутар усне дупље, спречавањем западања језика уназад и затварања вилице. Користи се у службама хитне медицинске помоћи за одржавање проходности дисајних путева код пацијената у бесвесном стању, након повреда главе у току транспорта, или у операционој сали током маневара реанимације.
Тубус је анатомски обликован, што омогућава да се након уметања у усну дупљу спрече западање језика и опструкција (зачепљење) горњих дисајних путева и тиме обезбеди адекватни проток ваздуха кроз дисајне путеве у плућа.
Мада се у пракси користе различити модели уснождрелних тубуса (Mayo, Guedel,Safar, Bierman) између њих не постоји велика разлика у конструкцији, која је заснована на истим принципима.

## Индикације
Први корак у пружању прве помоћи је отварање дисајног пута које има за циљ пре свега отклањање било какве опструкције дисајног пута изазване:
- несвесним стањем;
- повредама усне дупље;
- крварењем из носа и усне дупље.

Најчешће индикације за примену тубуса јесу:
Бесвесно стање болесника
У овом стању болесник може изгубити заштитне рефлексе, што за последицу има гушење услед западања језика.
Кардиопулмоналне реанимације.
У КПР-у примена тубуса нашла је широку примену као средство за одржавање проходности дисајног путева.
Фиксација ендотрахелног тубуса
Уснождрелни тубус може се применити и код фиксације ендотрахеалног тубуса, како би се њиме спречило оштећење ендотрахеалног тубуса угризом.

## Примена
Тубус се поставља у уста конкавитетом према непцу и при гурању истог према назад врши се његово ротирање за 180° тако да конкавна страна належе на језик. Тубус се не може употребити код тризмуса и великих максилофацијалних повреда као ни код свесних особа.
Како се тубуси производа за различите величине главе и за све узрасте, пре његовог убацивања у усну дупљу прво треба изабрати одговарајућу величину. Правилна величина тубуса одређује се, на један од следећа два начина:
- Постављањем тубус са спољне стране лица од угла усана до врха ушне шкољке.
- Мерењем растојања од средине секутића до угла доње вилице.[5]

Убацивање тубуса започиње забацивањем главе болесника пут назад. Потом се отварају уста болесника и врх тубуса уводи преко непца до назофаринкса. Затим се тубус окреће за 180 степени како конкавна страна налегла на језик и лагано потискује према ждрелу.
Ако је тубус правилно уведен и одговарајуће величине тубуса ће правилно лежати на уснама.
Код сумње на повреду вратне кичме а индиковано је постављање, уснождрелног тубуса, он се пласира након постављања главе болесника у неутралан положај..
Директно постављање тубуса
Ако се тубус поставља директно, пре његовог пласирања треба притиснути доњи део језика металном шпатулом а затим увести тубус. Уместо шпатуле то се може извести и притиском прста.

## Величине
Доступне величине носнождрелног тубуса приказане су у доњој табели:
| Величина тубуса | Величина тубуса | Величина тубуса | Величина тубуса | Величина тубуса | Величина тубуса | Величина тубуса | Величина тубуса | Величина тубуса | Величина тубуса |
| --------------- | --------------- | --------------- | --------------- | --------------- | --------------- | --------------- | --------------- | --------------- | --------------- |
| Величина        | 000             | 00              | 0               | 1               | 2               | 3               | 4               | 5               |                 |
| Боја            | розе            | плава           | црна            | бела            | зелена          | жута            | црвена          | наранџаста      |                 |
| Дужина (cm)     | 4               | 5               | 6               | 7               | 8               | 9               | 10              | 11              |                 |

## Компликације
Неправилно постављен тубус
Неправилно постављен тубус може довести до повраћања, аспирације желудачног садржаја и појаве гушења.
Неадекватна величина тубуса
Када је тубус неадекватне величине (превелик), она може:
- Врши притисак на глотис и на тај начин затворити дисајне путеве
- Изазвати крварење у дисајним путевима.

Код првих знакова да пацијент не „прихвата” тубус, непрестаним кашљањем или гутањем, те ба треба одмах извадити.